# Ludomy-Leśniczówka
Ludomy-Leśniczówka – osada leśna w Polsce, położona w województwie wielkopolskim, w powiecie obornickim, w gminie Ryczywół.
Do 2023 miejscowość nazywała się Ludomy.
W latach 1975–1998 miejscowość administracyjnie należała do województwa pilskiego.